# گیاه، سلول و محیط زیست
گیاه، سلول و محیط زیست یک نشریه علمی بررسی شده‌است که ماهانه توسط وایلی-بلک‌ول منتشر می‌شود. سردبیر اصلی آن آنا آمتمن (دانشگاه گلاسکو) است.

## تاریخ
این مجله در سال ۱۹۷۸ توسط سردبیر اصلی هری اسمیت (دانشگاه ناتینگهام) به همراهی پاول گوردون جارویس (دانشگاه آبریند)، دیوید جینینگز (دانشگاه لیورپول)، جان راین (دانشگاه داندی)، و باب کمپل (بخش علمی وایلی-بلک‌ول) تأسیس شد.

## چکیده و نمایه سازی
مجله به صورت چکیده و نمایه در پایگاه‌های زیر آورده می‌شود:
- اینفوترک
- پروکوئست
- نمایه استنادی علوم
- اسکوپوس[۵]